# 曼瑟雪原
82°1′S 159°50′E / 82.017°S 159.833°E
曼瑟雪原（英語：Mansergh Snowfield）是南極洲的雪原，位於奧次地，處於斯塔肖特冰川中部，分隔測量員山脈和霍利約克山脈，由新西蘭探險隊命名，現時由南極條約體系管理。